# John Louis
John Charles Louis (ur. 14 czerwca 1941 w Ipswich, zm. 5 kwietnia 2024) – brytyjski żużlowiec.

## Życiorys

### Kariera sportowa
Brązowy medalista indywidualnych mistrzostw świata (1975). Złoty medalista mistrzostw świata par (1975). Trzykrotny złoty medalista drużynowych mistrzostw świata (1972, 1974, 1975). Złoty medalista indywidualnych mistrzostw Wielkiej Brytanii (1975). Dwukrotny złoty medalista drużynowych mistrzostw Wielkiej Brytanii (1975, 1976).
Obecnie jest promotorem angielskiego klubu Ipswich Witches.

### Życie prywatne
Ojciec Chrisa Louisa, również żużlowca.

## Przynależność klubowa
Wielka Brytania
- Ipswich (1970–1980)
- Newport (1970)
- West Ham (1970)
- Wembley (1971)
- Oksford (1971)
- Halifax (1981–1982)
- King’s Lynn (1983–1984)

## Osiągnięcia
Indywidualne Mistrzostwa Świata
- 1972 -  Londyn - 5. miejsce - 11 pkt → wyniki
- 1974 -  Göteborg - 4. miejsce - 9 pkt → wyniki
- 1975 -  Londyn - 3. miejsce - 12+3 pkt → wyniki
- 1976 -  Chorzów - 6. miejsce - 9 pkt → wyniki